# トイザらス

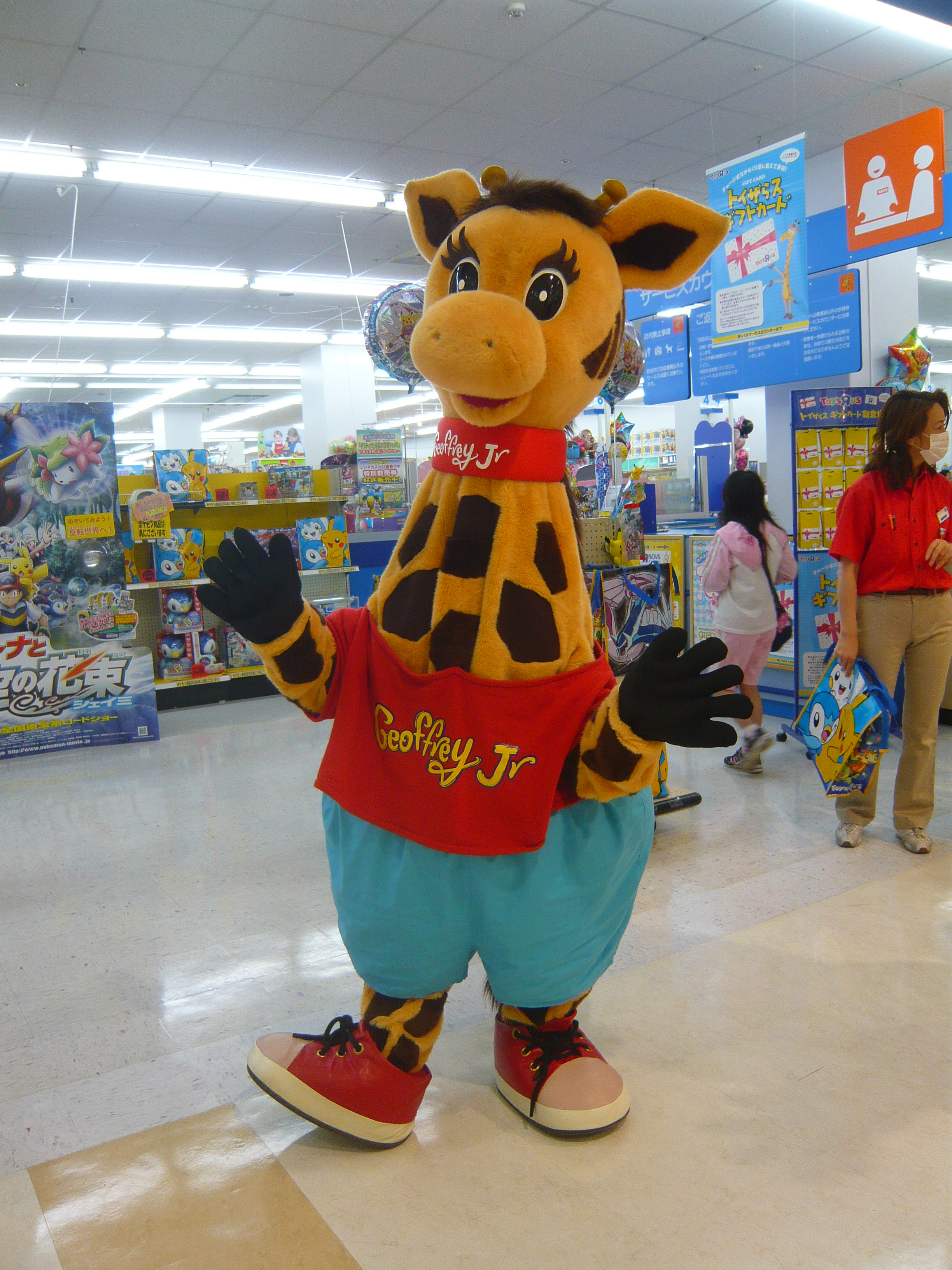
マスコット「ジェフリー」（岐阜市「マーサ21」にて）。

トイザらス（英語: Toys “R” Us）は、アメリカ合衆国発祥の玩具量販店である。看板などのロゴは、Rを左右反転させた鏡文字の「TOYSЯUS」表記を採用している。

## 略史
1948年、当時25歳のチャールズ・ラザラスが、戦後のベビーブームを受け、ワシントンに父親の自転車小売店を子ども用家具小売店に作り変え、「Children’s Bargain Town」としてオープンした。当時、店の経営はラザラスが一人で行っており、帳簿の管理から商品の配達まであらゆる業務を自ら行っていた。
その後1957年、ラザラスはスーパーマーケット型の販売モデルを導入し、2号店のオープンに合わせ、店名を「Toys “R” Us」と改めた。1960年2月にはキリンをモチーフにした公式キャラクター「ジェフリー」が登場したほか、「I Don’t Want to Grow Up, I’m a Toys “R” Us Kid」（大人になんてなりたくない、僕らはトイザらスキッズ）と歌うCMソングも話題となった。
2005年、米投資会社コールバーグ・クラビス・ロバーツに買収された。
2012年10月21日から、全米で子ども向けタブレットの「タビオ」を発売した。
その後は、Amazon.comをはじめとするインターネット通販の台頭や、ウォルマート・ストアーズなど大型量販店の安値攻勢に押され業績不振に陥り、2017年9月18日に連邦倒産法第11章（日本の民事再生法に相当）の適用をバージニア州リッチモンドの裁判所に申請。店舗およびウェブサイトを通じた営業は全世界でそれまで通り続けていた。トイザらスの債務総額は2017年4月末時点で52億ドル（約5,800億円）。
しかしスポンサーは結局見つからず、2018年3月15日に再建を断念し、アメリカでの事業を清算することを連邦破産裁判所へ届け出るとともに、米国内の735店舗はすべて閉鎖することを決定した。最終的な負債は日本円にしておよそ350億円、その時点での従業員は3万3,000人であった。そのわずか1週間後の3月22日、創業者のチャールズ・ラザラスが94歳で死去。同年6月29日、最後まで残っていた200店舗が閉店した。
2019年1月、「なじみのブランドで、また子どもたちにおもちゃを届けたい」という願いから、アメリカのトイザらスで30年以上働いていた元社員らが新会社を設立し、ブランドを引き継いで復活させた。同年末までにニュージャージー州とテキサス州で実店舗を開業したが、2020年に入ると新型コロナウイルスの感染拡大に伴い業績不振が深刻化、2021年1月には両店舗は閉鎖に追い込まれた。会社側は、集客が見込める新しい立地および施設へと店舗戦略の軸足を移すことを説明している。その後2022年にはメイシーズと提携し小型店舗を展開。大型店舗も順次展開している。

## 社名・ロゴ
社名は "Toys are us"（おもちゃのことなら私たちに）の意味。"To us are toys" にしなかったのは、創業者の姓の「ラザラス（Lazarus）」（ユダヤ系）と掛けているという俗説もある。正式な英語表記は、「R」を左右の二重引用符で囲った「Toys “R” Us」である。ただしウェブサイトなどでは左右の区別のない二重引用符で囲って「Toys "R" Us」と表記することもある。
ロゴタイプでは “R” のラテン文字が“Я”の鏡文字表記（偽キリル文字の一種）になっているが、これはアルファベットを習いたての子どもが “R” を間違って “Я” のように左右逆に書いてしまうことがあるところにならったもの。
Toys “Я” Usと書かれたロゴは1986年に採用された。米国では1999年（日本では2001年）には、“Я” の背景に青い星型（★）が描かれた「スターロゴ」が採用された。
2007年に採用されたロゴでは星がなくなり、代わりにЯの色が黄色から（以前の星の色だった）青になり、Яの穴の部分が星型になるとともに、左右の二重引用符が省かれた。文字の大きさは、ほぼ同じだったのがばらばらになった（特にЯが大きい）。新ロゴへの切り替えは同年10月から順次行われた。
日本では、日本法人の「日本トイザらス」設立に携わった藤田田が設立に際し、「R」だけを反転させた表記に倣い「ら」だけを平仮名にした日本語表記を考案して命名した。2006年6月現在、日本トイザらスのウェブサイトなどでは、日本法人に対しては「ら」を平仮名で「トイザらス」と、アメリカ法人に対しては「ラ」を片仮名で「トイザラス」と表記している。
社名は、日本語でも英語でもよく間違われ「Toysarus」と表記されることがある。日本に進出する前は、片仮名で「トイズ・アール・アス」と誤表記されることがあった。
韓国語のハングル表記は、英語音だと「토이저라스」ではあるが、韓国法人側は敢えて「토이저러스」という“라”を“러”に差し替えた英語音に沿っていない表記を用いている。そのため、アメリカ法人に対しては英語音をそのまま表記した「토이저라스」を用いる。

## 国際展開
トイザらス（Toys "R" Us, Inc.）は、アメリカ合衆国で848店舗、米国外の33か国では約700店舗のトイザらスのフランチャイズを展開する。

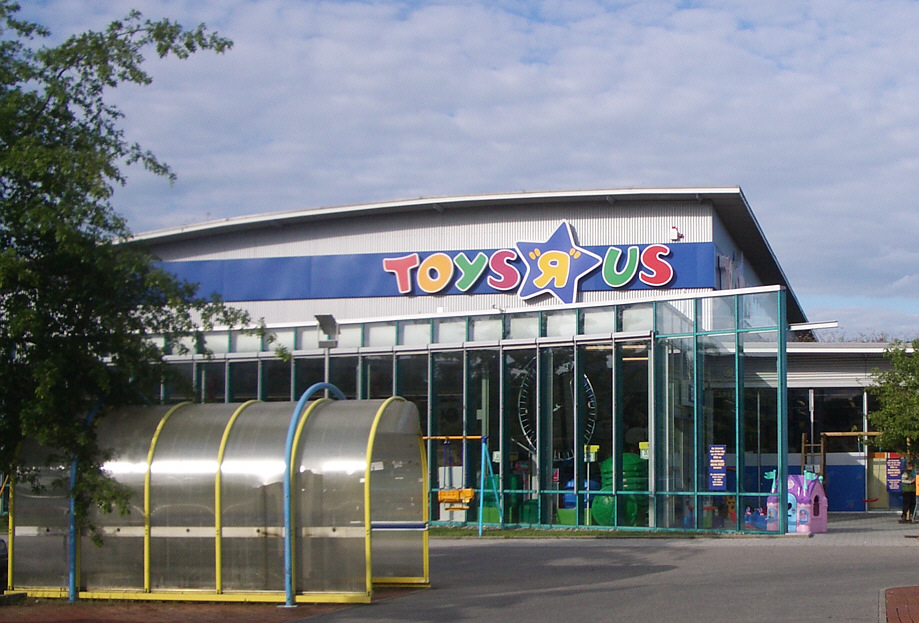
ドイツのトイザらス、及び2代目ロゴ

- アメリカ合衆国
- オーストラリア、1993年に設立。2018年5月に破綻[8]、2019年6月に再進出[9]。
- オーストリア、10店舗を展開。
- バーレーン
- カナダ、1984年に設立。
- 中華人民共和国、2006年に設立。
- デンマーク
- エジプト
- フィンランド、2006年に設立。
- フランス
- ドイツ、1987年に設立。トイザらスヨーロッパの拠点は同国内のケルン。
- 香港、1986年に設立。
- インドネシア
- アイルランド
- イスラエル
- 日本、1989年に旧藤田商店・日本マクドナルド（現・日本マクドナルドホールディングス）の主導で合弁設立。のち旧店頭株式市場（当時）へ株式公開を経て、米トイザらス本体の子会社化で現在に至り、現在の日本トイザらスは米社本体の直接的な日本法人になる。
- マカオ
- マレーシア
- オランダ
- ノルウェー
- フィリピン、2006年に設立。
- ポルトガル
- カタール、ドーハに1店舗を展開。
- サウジアラビア
- シンガポール、1984年に設立。
- 南アフリカ共和国
- スペイン
- スウェーデン、1994年に設立。
- スイス、4店舗を展開。
- 台湾、1989年に設立。
- タイ、2005年に設立。
- トルコ
- アラブ首長国連邦
- イギリス、1985年に設立。2018年3月破産申請、4月までに全店閉店[10]、2022年以降にオンライン通販の形で再進出予定[9]。
- 大韓民国、2007年に設立。ロッテショッピングが運営。

## 日本での展開

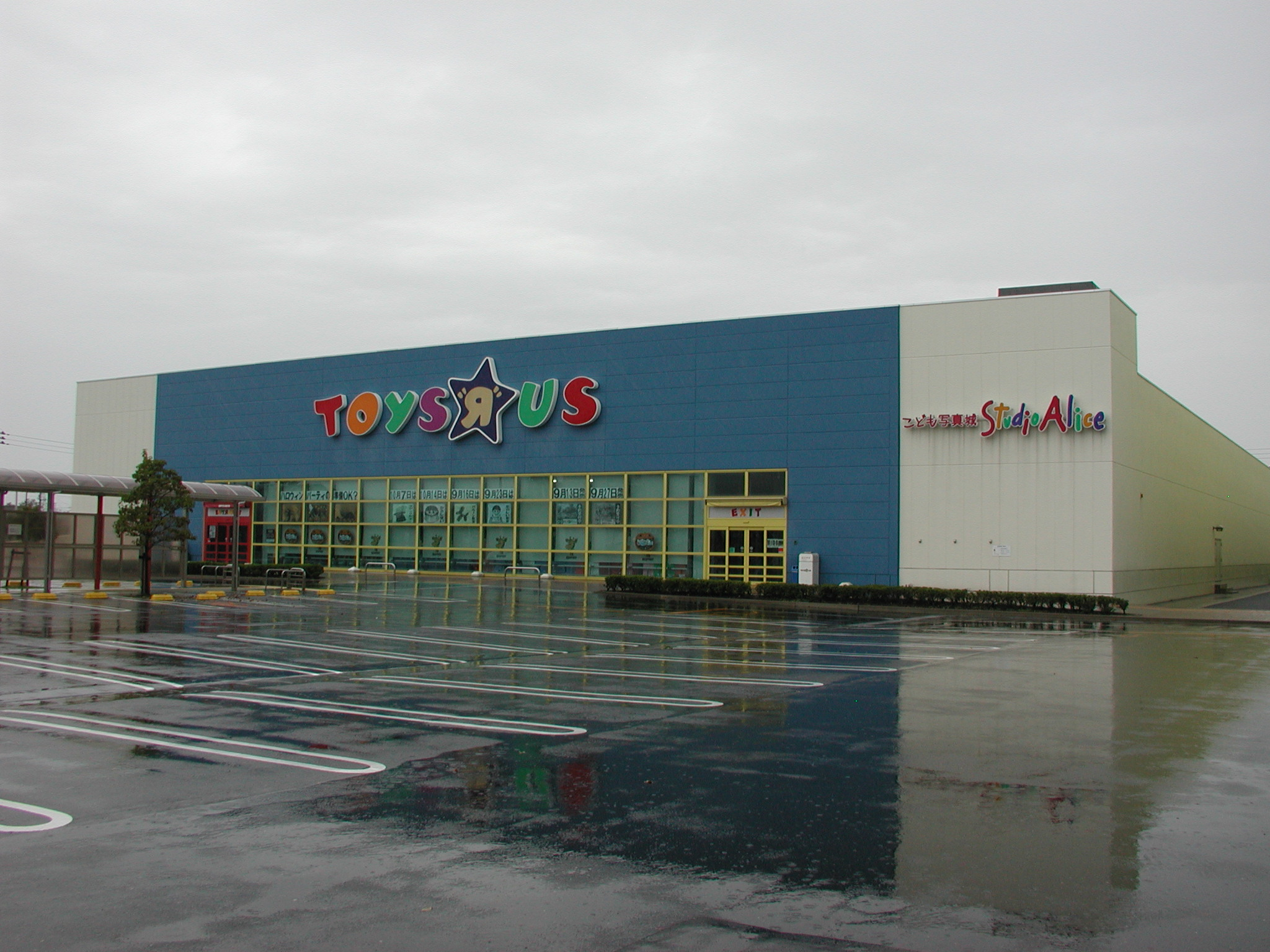
トイザらス八戸店（2002年9月21日開店）

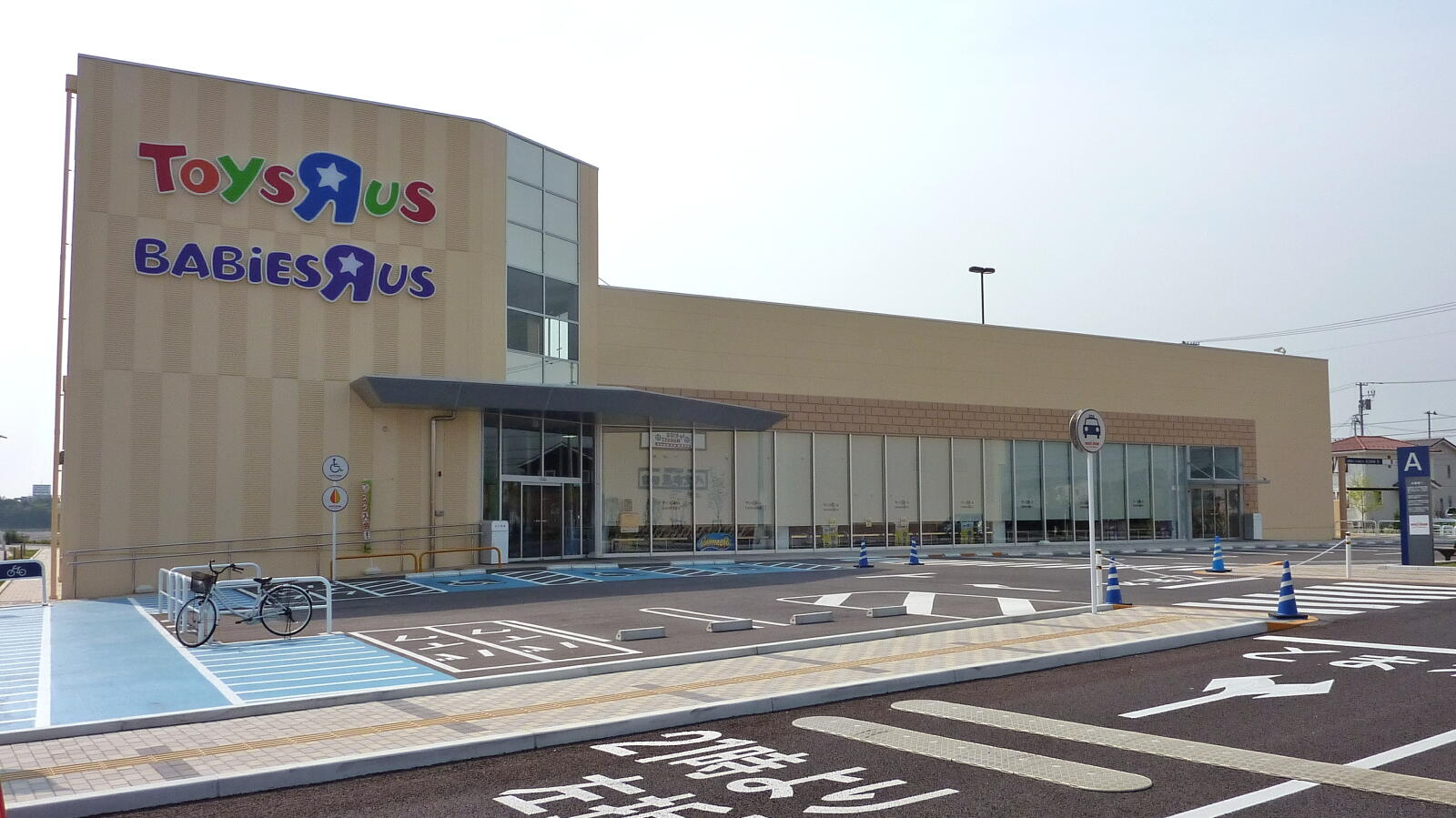
トイザらス・ベビーザらス名取りんくうタウン店（2008年11月14日開店）

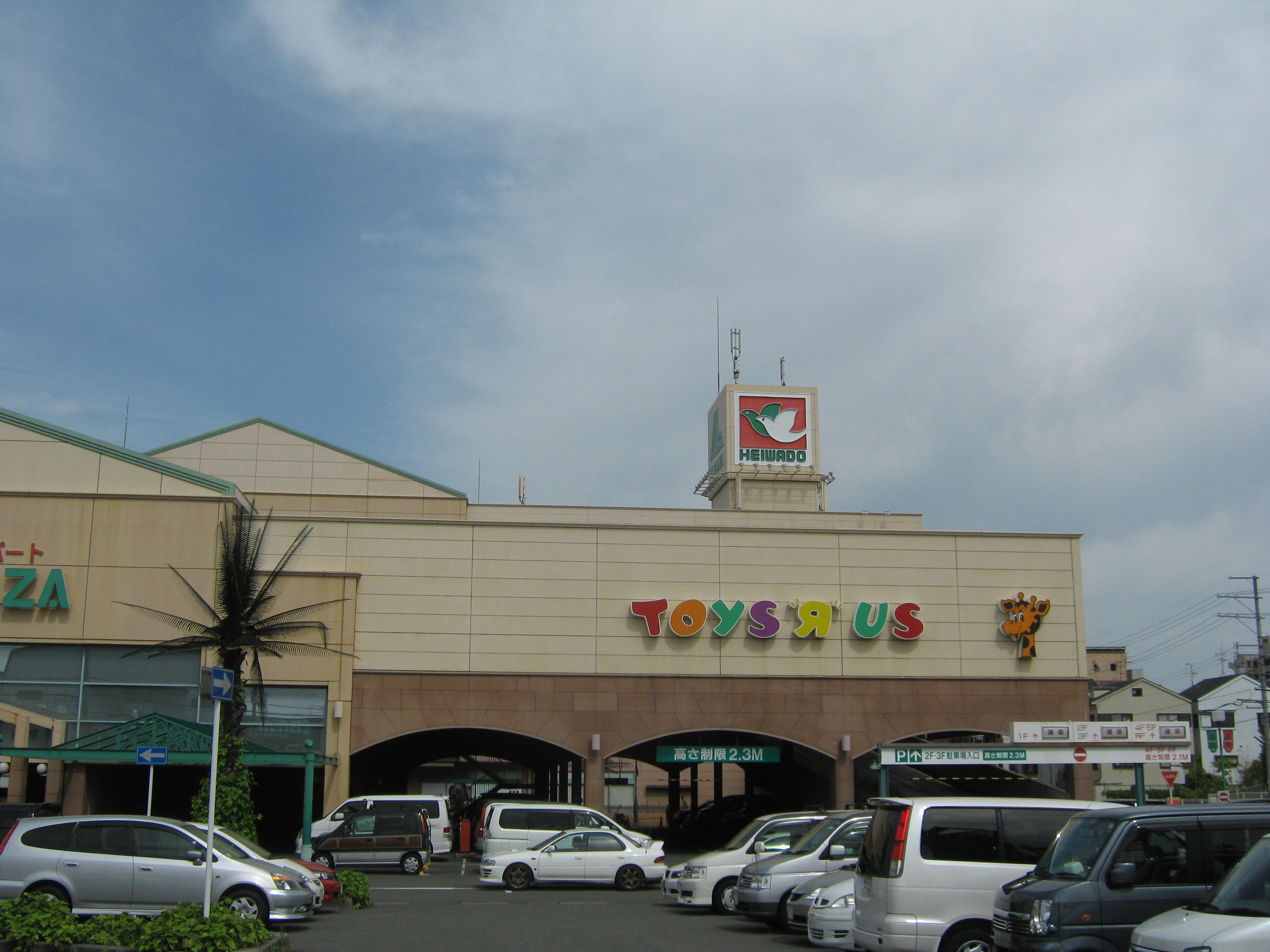
トイザらス香里園店、大型ショッピングセンター内に入居（1998年2月開店・2020年3月1日閉店）

日本トイザらス株式会社（にほんトイザらス）は、日本マクドナルド設立に寄与した藤田田が、1989年にアメリカ・トイザらス本部と提携して設立したフランチャイズチェーン。
1991年12月20日、茨城県稲敷郡阿見町に1号店となる荒川沖店（2008年8月31日閉店）を開店。折しも当時は日米貿易摩擦の最中でもあり、大きな話題となった。2号店である奈良県橿原市の橿原店（開業時は池原観光ビル1階にテナント入居、同市内のイオンモール橿原内に奈良橿原店として移転、2004年2月閉店）に、開店日前日の1992年1月7日に当時のアメリカ合衆国大統領、ジョージ・H・W・ブッシュが視察に訪れたことからもわかるように、トイザらスは非関税障壁打破の目玉的存在とみなされていた。当初、橿原店は1月4日開店の予定であったが、奈良県警などと協議の結果、警備のために開店が1月8日に延期された。翌1992年3月31日には神奈川県に相模原店（2012年3月8日閉店）を開店して首都圏へ進出、同1992年4月14日には福岡県に新宮店（2004年2月閉店）を開店して九州進出を果たすなど開店が続いた。
日米構造協議で注目された新潟店（新潟県）が開店したのは、さらに1年以上後の1994年9月30日となった。
1994年より、新興子供向け写真館チェーンのスタジオアリスと提携を開始。多くの店舗でスタジオアリスが同居するようになった。
以来、日本各地に独立店舗および、スーパー・百貨店・ショッピングセンターなどにテナント出店し、2000年11月3日には100店舗目となるとしまえん店（2020年8月31日閉店）を開店、当初からの目標であった「2000年度100店舗達成」を達成した。
さらに、1990年代後半からは新業態として、ベビー用品と乳幼児用おもちゃ専門店「ベビーザらス」の展開も開始し、1997年9月にトイザらス九州1号店として開店したトイザらス新宮店（2004年2月閉店）内に初めて「ベビーザらスコーナー」を設置、2002年12月3日にはベビーザらス1号店となるベビーザらス新浦安店を千葉県浦安市に開店、ベビーザらス独立店舗1号店となる（後にトイザらスも併設、2021年5月閉店）。
関東や関西などの人口集中地域では、郊外のロードサイド店舗や再開発ビルの核店舗として出店することで店舗面積を確保している。
また、2011年から2014年までは、年末になると「トイザらスエクスプレス」という期間限定の小型店舗をショッピングセンターなどに出店していたことがあり、ひたちなか店など、のちに正式店舗に昇格した店舗もあった。
2020年代頃よりイオンモールなどに出店している店舗などを中心に、移転などを経て面積を縮小するところが増えている。

### 日本国内の店舗
- 1989年 - 日本トイザらス株式会社設立
- 1991年12月 - トイザらス日本1号店となる「トイザらス荒川沖店」オープン。
- 1992年
  - 1月 - 国内2号店かつ西日本1号店「トイザらス橿原店」オープン。米国のブッシュ大統領（当時）が来店。
  - 3月 - 初の単独店舗となる「トイザらス相模原店」オープン。
- 1996年10月 - 国内50店舗目となる「トイザらス厚木店」オープン。
- 1997年9月 - 九州1号店「トイザらス新宮店」内に「ベビーザらスコーナー」を初設置。
- 2000年11月 - 国内初のベビーザらス単独店舗「ベビーザらス新浦安店」オープン。
- 2002年12月 -  国内100店舗目となる「トイザらス としまえん店」オープン。
- 2004年10月 - 国内150店舗目となる「ベビーザらス 町田多摩境店」オープン。
- 2007年4月 - 国内初のトイザらス・ベビーザらス併設型店舗「トイザらス・ベビーザらス岡崎店」オープン。
- 2016年11月 - トイザらス初の小型店舗「トイザらス札幌平岡店」「トイザらスひたちなか店」同時オープン。
- 2018年8月 - ベビーザらス初の小型店舗「ベビーザらス錦糸町店」オープン。
- 2021年12月 - 国内1号店オープンから30周年を迎える。

2025年8月現在で148店舗を展開。また、島根県には店舗がない。

#### 閉店または移転した店舗
店舗名の後ろに付いている×は、建物が解体された店舗。

##### 北海道
- 札幌発寒店×（1993年（平成5年）11月22日開店[14] - 2014年（平成26年）1月13日閉店[15]）
現在は解体され、跡地は2015年1月31日に開店したベガスベガス発寒店となっている[16]。
- 札幌ファクトリー店（1993年(平成5年) 4月9日開店- 2013年（平成25年）1月6日閉店）サッポロファクトリーに入居していた。
跡地は現在、2013年4月10日に再オープンした内田洋行の運営するショールーム「内田洋行 ユビキタス協創広場 U-cala」とGRAVITY RESARCH札幌が入居している[17]。
- 札幌厚別店（ - 2016年（平成28年）9月4日閉店）スーパーセンタートライアル厚別店2階に入居していた。
跡地は現在、2020年6月6日に開店したホビーショップタムタム札幌店となっている。[18]。

##### 東北地方
山形県
- （初代）山形店（2000年（平成12年）11月18日開店 - 2021年（令和3年）8月22日閉店）
イオンモール山形南に入居していたが、モール内2階の移転リニューアルに伴い閉店。

岩手県
- （初代） 盛岡店（1997年（平成9年）4月開店 - 2013年（平成25年）5月6日閉店）
テナントビルであるニューコンビネーションプラザニットーに入居していた。同年6月28日イオンモール盛岡南2階内にあるベビーザらス併設の盛岡南店に移転[19]。
跡地にはスーパーセンタートライアル盛岡青山店[20]が同年8月7日に開店（2019年12月8日閉店、2020年1月29日にスーパーセンタートライアル滝沢店[21]として新築移転）

宮城県
- （初代）名取店（1993年（平成5年）10月1日開店- 2001年（平成13年）11月1日リニューアルオープン -  2008年（平成20年）8月31日閉店）
同年11月14日にベビーザらス併設のトイザらス・ベビーザらス名取りんくうタウン店として移転[22]。
- （初代）仙台泉店×（1994年（平成6年）10月1日開店 - 2011年（平成23年）5月13日閉店）
いずみパワーモール1階に入居していた。同年3月11日の東北地方太平洋沖地震（東日本大震災）の影響により閉店。同年9月30日イオン仙台泉大沢ショッピングセンター（同年11月21日よりイオンタウン仙台泉大沢に名称変更）2階内にトイザらス・ベビーザらス仙台泉大沢店として移転[23]。
現在は解体され、跡地には中古車店「カーチスメガ仙台」[24]が2011年12月24日に開店した。

##### 関東地方
茨城県
- （初代）荒川沖店（1991年（平成3年）12月20日開店 - 2001年（平成13年）10月26日リニューアルオープン - 2008年（平成20年）8月31日閉店）
国内1号店。2008年10月31日つくば市に開店し建設された大型商業施設「iiasつくば」内にトイザらス・ベビーザらスつくば店（2024年（令和6年）5月6日店内改装の為一時閉店。2024年（令和6年）9月6日リニューアルオープン[25]。）として移転。カスミ荒川沖ショッピングプラザに入居していた。
跡地は何回か変わったあと、2020年7月時点ではBOOKOFF SUPER BAZAAR荒川沖店となっている。
- トイザらスエクスプレスひたちなか店（2011年（平成23年）11月1日開店-2012年（平成24年）1月22日閉店）
ファッションクルーズニューポートひたちなかに入居していた。
前述の通り、2016年（平成28年）11月に同施設に正式な店舗として開店。
- トイザらスエクスプレス日立店（2023年（令和5年）11月8日開店- 2024年（令和6年）5月6日閉店）
ヒタチエに入居していた。

群馬県
- トイザらスエクスプレス前橋店（2012年（平成24年）11月1日開店-2013年（平成25年）1月20日閉店）
ケーズデンキ前橋本店1階に入居していた。
- トイザらスエクスプレス太田店（2014年（平成24年）11月15日開店 - 2015年（平成27年）1月12日閉店）
イオンモール太田2階に入居していた。

栃木県
- ベビーザらス宇都宮店（2004年（平成16年）10月20日開店 - 2016年（平成28年 ）4月22日リニューアルオープン - 2024年（令和6年）5月7日閉店）
インターパーク宇都宮南に出店していた。
- 佐野店（2003年（平成15年）4月26日開店 - 2015年（平成27年 ）6月20日リニューアルオープン - 2018年（平成30年）4月1日閉店）
イオンモール佐野新都市2階に入居していた。跡地には同年4月28日に開店したイオンリテールが運営するベビー・キッズ専門店キッズリパブリックとなっている[26]。

埼玉県
- トイザらスエクスプレス新三郷店（2014年（平成26年）10月8日開店 - 2015年（平成27年）1月25日閉店）
ららぽーと新三郷2階に入居していた。
- （初代）トイザらスエクスプレス大宮店（2013年（平成25年）11月1日開店 - 2014年（平成26年）1月26日閉店）
ステラタウン1階に入居していた。
- （2代目）トイザらスエクスプレス大宮店（2014年（平成26年）10月29日開店 - 2015年（平成27年）1月18日閉店）
ステラタウン1階に入居していた。
- トイザらスエクスプレスステラタウン大宮店（2023年（令和5年）11月8日開店 - 2024年（令和6年）1月28日閉店）
ステラタウンに入居していた。
- 岩槻店 （1996年（平成8年）8月24日開店 - 2024年（令和6年） 4月12日リニューアルオープン - 2025年（令和7年）1月13日閉店）
ベビーザらス併設店。
賃貸契約満了のため閉店[27]。
- （初代）久喜店×（1994年（平成6年）1月1日開店 - 2014年（平成26年）1月13日閉店）
1年後の2015年6月25日にモラージュ菖蒲3階内にトイザらス・ベビーザらス久喜菖蒲店として移転した[28]。
現在は解体され、跡地は2019年11月28日に開店したドラッグストアセキ久喜中央店[29]となっている。
- （初代）川越店（1999年（平成11年）1月1日開店 - 2001年（平成13年）リニューアルオープン-2017年（平成29年）1月29日閉店）
トイザらス単独店舗としては閉店し、ウニクス南古谷アネックス2階のベビーザらス川越店（2005年6月3日開店）のリニューアルオープンに合わせ、同店内へ2016年7月15日に移転し併設店舗となる[30]。
旧店舗の跡地は、2018年4月1日に開店したドイトプロ川越店[31]（現：コーナンPROドイト川越店）となっている。
- 越谷店（1998年（平成10年）開店-  2020年（令和2年）3月1日閉店）
跡地は同年6月4日に開店した服飾店「タカハシ越谷店」[32]となっている。
- 入間店（1997年（平成9年）10月17日開店 - 2019年（令和元年）8月31日閉店）
入間ショッピングプラザ サイオスに入居していた。
- 桶川店（2000年（平成12年）11月開店 -  2020年（令和2年）11月1日閉店）
マメトラショッピングパーク2階に入居していた。ベビーザらス併設店。
- 所沢店（2002年（平成14年）6月21日開店 - 2012年(平成24年)7月13日リニューアルオープン [33]- 2022年（令和4年）5月8日閉店）
ベビーザらス併設店。
- 草加店（2000年（平成12年）11月1日開店-  2012年（平成24年）4月24日リニューアルオープン-  2024年（令和6年）7月28日閉店）
ベビーザらス併設店。セーモンプラザ 2階に入居していた。

千葉県　
- （初代）トイザらスエクスプレスちはら台店（2012年（平成24年）11月1日開店 - 2013年（平成25年）1月20日閉店）　
unimoちはら台2階に入居していた。
- （2代目）トイザらスエクスプレスちはら台店（2014年（平成26年）11月1日開店- 2015年（平成27年）1月25日閉店） 
unimoちはら台1階に入居していた。
- 柏店（1995年（平成7年）9月1日開店- 2015年（平成27年）8月30日閉店）
跡地は2021年7月の時点でコーナンPRO柏松ヶ崎店となっている。
- 新鎌ヶ谷店（2006年（平成18年）11月22日開店 - 2020年（令和2年）1月5日閉店）
アクロスモール新鎌ヶ谷2階に入居していた。跡地は同年6月19日に開店したニトリデコホーム新鎌ヶ谷店[34]、同年7月23日に開店した西松屋アクロスモール新鎌ヶ谷店[35]等複数の店舗が入居している。
- 船橋ららぽーと店（1997年（平成9年）9月1日開店　- 2012年（平成24年）1月29日閉店）
ららぽーと西館（旧ららぽーとウエスト）に入居していたが一時閉館と建て替えに伴い閉店。10か月後の2012年11月15日に期間限定店舗の （初代）トイザらスエクスプレス船橋店（後述）をららぽーとTOKYO-BAY北館1階に開店し、2013年1月14日に閉店。再び約10か月後の2013年11月22日に同じららぽーとTOKYO-BAY西館2階内にトイザらス・ベビーザらス船橋店として再開店した。
- 千葉中央店（1993年（平成5年）10月1日開店 - 2006年（平成18年）1月31日閉店）
千葉ポートタウンに入居していた。
- 幕張店（2004年（平成16年）3月19日開店 - 2014年（平成26年）2月16日閉店）
跡地は2015年4月23日に開店したBOOKOFF SUPER BAZAAR14号千葉幕張店となっている[36]。
- 市原店（1994年（平成6年）3月24日開店[37] - 2015年（平成27年）2月22日閉店）
跡地は2016年1月21日にオープンした住まいの窓口なんでも展示場[38]となったが、同展示場は移転に伴い2020年3月1日をもって閉鎖し、解体は同年3月16日から開始し、跡地には長谷工コーポレーションのマンションが建設された。[39][40]
- 千葉長沼店（2000年 (平成12年) 11月15日開店 - 2020年（令和2年）11月1日閉店）
ワンズモール1階に入居していた。跡地は2021年11月5日開店したドン・キホーテ稲毛長沼店となっている[41]。
- 新浦安店（2002年 (平成14年) 12月3日開店 -2010年（平成22年）4月29日リニューアルオープン-2021年（令和3年）5月23日閉店）
国内1号店のベビーザらス新浦安店として2002年12月3日に開店し、2010年4月29日にトイザらス・ベビーザらス新浦安店にリニューアルオープンした[42]。
大規模土地取引行為に伴い閉店[43]。
- (初代) 幕張新都心店 (2013年  (平成25年)  12月20日開店 - 2024年  (令和6年)  1月31日閉店)
イオンモール幕張新都心に入居していた。

イオンモール幕張新都心のエキマエモール1階（旧ファミリーモール1階）からグランドモール3階への移転に伴い閉店。
- トイザらスエクスプレスモリシア津田沼店

（2010年（平成22年）11月10日開店- 2011年（平成23年）1月24日閉店）
- モリシア津田沼1階に入居していた。
- （初代）トイザらスエクスプレス船橋店（2012年（平成24年）11月15日開店- 2013年（平成25年）1月14日閉店）
ららぽーとTOKYO-BAY北館1階に入居していた。
- （2代目）トイザらスエクスプレス船橋店（2014年（平成26年）10月8日開店- 2015年（平成27年）1月12日閉店）
ららぽーとTOKYO-BAY南館3階に入居していた。

神奈川県
- （初代）相模原店×（1992年（平成4年）3月31日開店 - 2001年（平成13年）リニューアルオープン- 2012年（平成24年）3月8日閉店）
トイザらス初の単独店舗。閉店から約1年半後の2013年9月4日にニトリモール相模原内にトイザらス・ベビーザらス相模原店として再出店した[45]。
現在は解体され、跡地は住宅展示場相模原古淵・ハウジングステージとなっている[46]。
- みなとみらい21店（1999年（平成11年）10月14日開店 - 2012年（平成24年）9月30日閉店）
横浜ジャックモールに入居していたが閉館に伴い同店は閉店。
閉店から約1年後の2013年6月21日にMARK IS みなとみらい内にトイザらス・ベビーザらスみなとみらい店として再出店した[47]。
- 東戸塚店（1998年（平成10年）3月1日開店 - 2016年（平成28年）2月14日閉店）
東戸塚西口プラザに入居していた。跡地は同年6月18日に開店したザ・ダイソー東戸塚西口プラザ店となっている[48]。
- 平塚店（1999年（平成11年）4月1日開店 - 2019年（令和元年）5月6日閉店）
OSC湘南シティに入居していた。跡地には同年12月21日に開店した室内型遊園地の湘南あそびマーレとなっている[49]。
閉店から約1年後の2020年5月29日にららぽーと湘南平塚3階内にトイザらス湘南平塚店として移転した[50]。
- 秦野店（1997年（平成9年）10月1日開店- 2019年（令和元年）8月31日閉店）
秦野ショッピングセンターに入居していた。
- 磯子店（1997年（平成9年）4月1日開店- 2022年（令和4年）1月16日閉店）
ベビーザらス併設店。
- 川崎高津店（1998年（平成10年）1月1日開店- 2012年（平成24年）10月5日リニューアルオープン-2023年（令和5年）5月7日閉店）
ベビーザらス併設店。ルームズ大正堂玉川店に入居していたが、閉店に伴い同店は閉店。
- 厚木店（1996年（平成8年）10月1日開店-2024年（令和6年）1月21日閉店）
国内50店舗目。
- 横浜いずみ店（2004年（平成16年）10月22日開店-2010年（平成22年）10月1日リニューアルオープン-2025年（令和7年）1月13日閉店）
ベビーザらス併設店。ベビーザらス横浜いずみ店として2004年10月22日に開店し、2010年10月1日にトイザらス・ベビーザらス横浜いずみ店にリニューアルオープンした。サニーアイルに入居していた。
- ベビーザらス港北ニュータウン店（2007年（平成19年）4月21日開店-2017年（平成29年）8月27日閉店）
ノースポート・モール3階に入居して居た。9月1日にキーサウス2階の移転（リニューアルオープン）に伴い閉店[51]。
- トイザらスエクスプレス青葉台店（2014年（平成26年）10月8日開店 - 2015年（平成27年）1月25日閉店）
青葉台東急スクエアsouth-23階に入居して居た。

東京都
23区
- 亀戸店×（1997年（平成9年）11月7日開店 - 2016年（平成28年）3月31日閉店）
サンストリート亀戸に入居していたが閉館に伴い同店は閉店。現在は解体され、跡地はプラウドタワー亀戸クロスや大型商業施設のカメイドクロックが2022年4月28日に開業した[52]。
- としまえん店×（2000年（平成12年）11月3日開店 - 2019年（令和元年）11月16日リニューアルオープン-2020年（令和2年）8月31日閉店）
国内100号店。ベビーザらス併設店。としまえんの閉園に伴い同店も閉店。現在は解体され跡地には2023年前半に開園したハリー・ポッターの屋内型テーマ施設「ワーナーブラザース スタジオツアー東京 ‐ メイキング・オブ・ハリー・ポッター」が開業。[53][54]。
- 板橋志村店（2000年（平成12年）11月18日開店 - 2014年（平成26年）8月17日閉店）
サミット志村店（志村ショッピングセンター2階）に入居していた。跡地には同年10月10日に開店したニトリ板橋志村店が出店[55]。
- （初代）ベビーザらス錦糸町店（2006年（平成18年）4月20日開店- 2016年（平成28年）2月28日閉店）
オリナス3階に入居して居た。
閉店から2年後の2018年8月31日にはオリナスモール2階内に（2代目）ベビーザらス錦糸町店として開店した[56]。
- トイザらスエクスプレス ダイバーシティ東京プラザ店（2023年（令和5年）11月8日開店 - 2024年（令和6年）9月27日閉店）
ダイバーシティ東京プラザ4階に入居して居た。
- ベビーザらス アパレル限定ポップアップストア ダイバーシティ東京 プラザ店（2019年（令和元年）5月29日開店 - 2019年（令和元年）6月30日閉店）
ダイバーシティ東京 プラザ 2階 「DiverCity+（ダイバーシティプラス）」に入居して居た。

多摩地域
- 府中駅前店（2005年（平成17年）3月17日開店 - 2020年（令和2年）3月31日閉店）
くるる地下1階に入居していた。
跡地には2020年8月29日に開店したタイトーステーション府中が出店[57]。
- 多摩店（2005年（平成17年）3月5日開店 - 2019年（令和元年）12月31日閉店）
サミット東寺方店（東寺方ショッピングセンター2階）に入居していた。跡地には2020年3月19日に開店したケーズデンキ多摩東寺方店が出店[58]。
- （初代）昭島店（2006年（平成18年）11月17日開店 - 2021年（令和3年）10月17日閉店）
モリタウンに入居していた。11月19日にモリタウン東館1階の移転（リニューアルオープン）に伴い閉店。
- ベビーザらス府中店（2003年（平成15年）4月24日開店- 2023年（令和3年）10月9日閉店）
フレスポ府中2階に入居して居た。
- （初代）トイザらスエクスプレス南町田店（2011年（平成23年）11月1日開店 - 2012年（平成24年）1月22日閉店）
ケーズデンキ横浜町田インター店1階に入居して居た。
- （2代目）トイザらスエクスプレス南町田店（2012年（平成24年）11月1日開店 - 2013年（平成25年）1月20日閉店）
ケーズデンキ横浜町田インター店1階に入居して居た。
- （3代目）トイザらスエクスプレス南町田店（2014年（平成26年）11月1日開店 - 2015年（平成27年）1月25日閉店）
ケーズデンキ横浜町田インター店1階に入居して居た。

##### 甲信越地方
山梨県
- 甲府店×（1997年（平成9年）11月1日開店 - 2014年（平成26年）1月31日閉店）
入居していた商業施設グランパークの諸事情を考慮して閉店し、同県から撤退。跡地は解体され、2015年10月8日に開店したケーズデンキ甲府店が出店[59]。

長野県
- 佐久店（2002年（平成14年）11月29日開店 - 2022年（令和4年）11月13日閉店）

##### 東海地方
岐阜県
- トイザらスエクスプレス大垣店（2012年（平成24年）11月1日開店 - 2013年（平成25年）1月20日閉店）
イオンタウン大垣2階に入居していた。

静岡県
- 浜松店（2000年（平成12年）11月21日開店 - 2021年（令和3年）1月6日閉店）
テナント契約満了のため閉店[60]。
ザザシティ浜松西館の核店舗として2階に入居していた。閉店後は空きテナントとなり、新型コロナワクチン接種会場として何度か利用された。その後、パチンコ店「楽園」浜松ザザシティ店が入居。

愛知県
- 豊橋店（1997年（平成9年）7月開店 - 2017年（平成29年）7月8日閉店）
跡地は2018年6月7日に開店したDCMカーマ豊橋汐田橋店専門館となっている[61]。
- ポケパークストア（2005年（平成17年）3月18日開店 - 2005年（平成17年）9月25日閉店）
デ・ラ・ファンタジア開催につき出店。この店舗は開店当初の3月から半年限定でオープンした店舗。
- 八事店（1995年（平成7年）8月開店 - 2013年（平成25年）8月25日閉店）
跡地は同年12月6日に開店したエディオン八事店となっている[62]。
- 名古屋みなと店（2002年（平成14年）11月15日開店 - 2022年（令和4年）1月16日閉店）
ニトリみなとSC2階内に入居していた。
- 東浦店（2001年（平成13年）7月24日開店 - 2023年（令和5年）7月31日閉店）
ベビーザらス併設店。イオンモール東浦2階内に入居していた。
- ベビーザらス アパレル限定ポップアップストア ららぽーと名古屋みなとアクルス店（2019年（平成31年）2月28日開店 - 2019年（平成31年）3月31日閉店）
ららぽーと名古屋みなとアクルス３階に入居して居た。

三重県
- 四日市店（1995年（平成7年）3月15日開店 - 2011年（平成23年）4月28日リニューアルオープン[63]-2018年（平成30年）1月28日閉店）
ベビーザらス併設店。イオンタウン四日市泊に入居していたが建て替えより閉鎖し同店は閉店。
- 名張店（2002年（平成14年）4月24日開店 - 2005年（平成17年）8月31日閉店）

##### 近畿地方
滋賀県
- 彦根店（？ - 2022年（令和4年）1月16日閉店）
ビバシティ彦根内に出店していた。
- （初代）大津店×（1995年（平成7年） 開店- 2015年（平成27年）2月1日閉店）
パワーセンター大津に入居していた。同年6月25日にイオンモール草津内にトイザらス・ベビーザらス草津店として移転。[28]

京都府
- 宇治店（1994年（平成6年）1月31日開店 - 2007年（平成19年）1月31日閉店）
- 向日市店（1995年（平成7年）11月30日開店 - 2009年（平成21年）8月29日リニューアルオープン-2020年（令和2年）1月26日閉店）
ベビーザらス併設店。向日市ステーションパークに出店していた。

大阪府
- ベビーザらス東大阪店（2005年（平成17年）6月29日開店- 2025年（令和7年）5月6日閉店）
フレスポ東大阪2階に入居して居た。
- トイザらスエクスプレスららぽーと堺店（2023年（令和5年）11月8日開店- 2024年（令和6年）1月28日閉店）
ららぽーと堺に入居して居た。
- トイザらスエクスプレス箕面店（2013年（平成25年）11月13日開店- 2014年（平成26年）1月3日閉店）
みのおキューズモールに入居して居た。
- 藤井寺店（2002年（平成14年）11月29日開店- 2022年（令和4年）10月9日閉店）
ソリヤ2階に入居して居た。
- 香里園店（1998年（平成10年）2月1日開店 - 2020年（令和2年）3月1日閉店）
アル・プラザ香里園3階に入居していた。
- 都島店（1994年（平成6年） 1月1日開店- 2011年（平成23年）9月25日閉店）
ベルファ都島ショッピングセンター4階に入居していた。
- 八戸ノ里店（1992年（平成4年）9月1日開店　- 2007年（平成19年）1月8日閉店）
- 茨木店（2000年（平成12年）7月1日開店- 2020年（令和2年）5月31日閉店）
茨木ショッピングプラザ1階に入居していた。
- 堺店×（1999年（平成11年）頃開店 - 2019年（平成31年）1月14日閉店）
現在は解体され跡地は同年11月22日に開店したジョーシン堺中央環状店となっている[64]。
- 住之江公園店×（1993年（平成5年）11月30日開店 - 2002年（平成14年）10月25日リニューアルオープン - 2022年（令和4年）3月20日閉店）
ベビーザらス併設店。
- 阪急山田店（2003年（平成15年）11月20日開店 - 2023年（令和5年）10月9日閉店）
ベビーザらス併設店。デュー阪急山田４階に入居していた。

兵庫県
- ベビーザらス阪急宝塚店（2005年（平成17年）6月17日開店- 2025年（令和7年）5月6日閉店）
- （初代）尼崎店（1999年（平成11年）11月13日開店- 2007年（平成19年）5月6日閉店）
跡地は同年7月6日にホビスタ尼崎が開業し、「ジオラマショップだいおらま」と「ホビーショップタムタム」が出店していたが、同店も2013年6月30日に閉店。阪急オアシス尼崎潮江店三階に入居していた。
後にあまがさきキューズモール3階内に2021年7月16日に開店した（2代目）トイザらス尼崎店として再出店[65]。
- （初代）神戸ハーバーランド店（1996年（平成8年）7月1日開店 - 2008年（平成20年）1月14日閉店）
後にumie4階内に2013年7月19日に開店したトイザらス・ベビーザらス神戸ハーバーランド店として再出店[66]。
- 神戸住吉店（2002年　(平成14年）11月20日開店- 2013年（平成25年）2月11日閉店）
- 神戸ジェームス山店（1998年（平成10年）4月1日開店 - 2017年（平成29年）1月29日閉店）
- （初代）加古川店（1995年(平成7年)7月開店 - 2015年（平成27年）7月26日閉店）
1年3ヶ月後の2016年（平成28年）10月21日にニッケパークタウン内にトイザらス・ベビーザらス加古川店として再出店した。[67]ジョイパーク加古川に出店していた。跡地は同年12月26日にグランドオープンしたミクちゃんガイア加古川ジョイパーク店となっている。[68]
- 三田店（2002年（平成14年）11月19日開店- 2014年（平成26年）1月5日閉店）
跡地は同年4月25日に開店したドン・キホーテ三田店となっている[69]。
- 明石店（2001年（平成13年）11月29日開店- 2022年（令和4年）4月17日閉店）
テナント契約満了のため閉店[70]。
アスピア明石南館3階に入居していた。
- ベビーザらス神戸HAT店（2005年（平成17年）10月26日開店- 2019年（令和元年）9月15日閉店）
ブルメールHAT神戸1階に入居して居た。

奈良県
- （初代）橿原店（1992年（平成4年）1月8日開店 - 2004年（平成16年）2月閉店）
西日本1号店及び国内2号店。前述の通り、当時のアメリカ合衆国大統領、ジョージ・H・W・ブッシュが視察に訪れたことで知られる。
同年4月1日にイオンモール橿原内に奈良橿原店（同店は2011年（平成23年）4月28日にトイザらス・ベビーザらス奈良橿原店としてリニューアルオープン[71]）として移転。池原観光ビル1階に入居していた。
- （初代）奈良店（1999年（平成11年）11月1日開店 - 2019年（令和元年）10月31日閉店）
奈良パワーセンターに入居していた。2019年11月23日にミ・ナーラ3階内に移転[72]跡地は同年11月21日に開店したダイソー奈良パワーシティ店となっている。[73]。

和歌山県
- （初代）和歌山店（1993年（平成5年）11月18日開店 - 2014年（平成26年）1月13日閉店）
パームシティ和歌山に出店していた。同年3月16日にイオンモール和歌山内にトイザらス・ベビーザらス和歌山店として移転[74]。

##### 中国地方
広島県
- 広島八木店×（1995年（平成7年）10月1日開店 - 2016年（平成28年）1月4日閉店）
賃貸借契約満了のため閉店[75]。跡地はラ・ムーやドラッグストアのウォンツ、焼肉・ホルモンのぐりぐり家などが出店。
- 広島宇品店（1998年（平成10年）4月1日開店 - 2022年（令和4年）5月8日閉店）
ベイシティ宇品2階に入居していた。跡地はセカンドストリートが出店。

##### 九州地方
福岡県
- （初代）八幡店（2006年（平成18年）11月22日開店 - 2021年（令和3年）8月15日閉店）
イオンモール八幡東に入居していたが、11月19日のリニューアルオープンに伴い閉店。
- 新宮店（1992年（平成4年）4月14日開店 - 2004年（平成16年）2月閉店）
1997年（平成9年）の9月にはベビー用品のコーナーとして国内初のベビーザらスコーナーが展開された。ウエルタ新宮に出店していた。
- （初代）小倉店（1995年（平成7年）4月22日開店 - 2015年（平成27年）3月22日閉店）
サニーサイドモール小倉の前身であるザ・モール小倉に入居していたが、同施設の閉鎖により一旦閉店。
約1年半後の2016年（平成28年）9月15日にサニーサイドモール小倉の2階内にトイザらス・ベビーザらス小倉店として再出店した。[76]
- 博多店×（1993年（平成5年）12月3日開店 - 2009年（平成21年）1月12日閉店）
パピヨンプラザに出店していた。
跡地には2009年4月4日にダイエー吉塚パピヨンプラザ店が入居し、その後2015年9月5日にマックスバリュ吉塚パピヨンプラザ店となったが、同店は2019年1月6日をもって閉店した。パピヨンプラザは、2019年春から2020年3月にかけて「パピヨンプラザバリューアップ計画（仮称）」と称する大型再開発を予定しており、今回の閉店はその一環。マックスバリュの建物は解体されるとみられる[77]。
- 福岡ホークスタウン店×（2000年（平成12年）4月26日開店 - 2015年（平成27年）8月30日閉店）
ホークスタウンモールに入居していた。
跡地に開発されたMARK IS 福岡ももち内にトイザらス・ベビーザらス福岡ももち店として2018年11月21日に再出店。[78]
- マリノアシティ福岡店（2004年（平成16年）11月27日開店- 2017年（平成29年）6月24日リニューアルオープン- 2024年（令和6年）8月18日閉店）
ベビーザらス併設店。マリノアシティ福岡に入居していたが、一時閉館と建て替えに伴い同店は閉店。
- トイザらスエクスプレス博多店（2011年（平成23年）11月1日開店 - 2012年（平成24年）1月1日閉店）
キャナルシティ博多に入居していた。
- トイザらスエクスプレス北九州店（2012年（平成24年）11月7日開店 - 2013年（平成25年）1月20日閉店）
リバーウォーク北九州1階に入居していた。

佐賀県
- 鳥栖店（1996年（平成8年）10月1日開店 - 2006年（平成18年）10月9日閉店）
鳥栖シティモール→ゆめタウン鳥栖に入居していた。

長崎県
- 長崎店（1993年（平成5年）12月1日開店 - 2014年（平成26年）1月13日閉店）
S&B葉山ショッピングプラザに入居していた。

##### 沖縄県
- 嘉手納店（1992年（平成4年）12月12日開店 - 2003年（平成15年）6月22日閉店）
2003年7月17日に開店した沖縄泡瀬店（後述）に移転。ネーブルカデナ2階に入居していた。
- 糸満店（1990年代後半開店 - 2003年（平成15年）10月13日閉店）
現在はコープあっぷるタウン内にある2003年12月4日に開店し2007年11月14日にリニューアルオープン[79]した那覇新都心店に移転。
- 沖縄泡瀬店×（2003年（平成15年）7月17日開店 -  2013年（平成25年）3月31日閉店）
ショッパーズ泡瀬2階に入居していた。

### 社会貢献活動（日本国内）
- 環境省エコチル調査企業・団体サポーター（2012年 - ）

### 不祥事 （日本国内）
2010年9月14日、日本トイザらスは納入業者への不当な値引きや返品の強要による独占禁止法違反の疑いで、本社や物流センターなど数か所で公正取引委員会の立ち入り検査を受けた。

### 広報資料・プレスリリースなど一次資料
1. ↑  よくあるご質問・お問合わせ | トイザらス・ベビーザらス オンラインストア
2. ↑  アメリカ・トイザらスの会社概要[リンク切れ]
3. 1 2 3 4  “企業情報”.   日本トイザらス. 2024年3月13日閲覧。